# … und fanden keinen Ausweg mehr
… und fanden keinen Ausweg mehr (Originaltitel Surviving: A Family in Crisis, auch Surviving; später Tragedy) ist ein US-amerikanischer Fernsehfilm des Senders ABC. Das Filmmelodram von Waris Hussein stammt aus dem Jahr 1985.

## Handlung
Nach einem Klinikaufenthalt aufgrund eines missglückten Selbstmordversuches kehrt Lonnie nach Hause zurück. Auf einer Party von Freunden ihrer Eltern trifft sie auch ihren Bekannten Rick wieder. Ricks Mutter hatte diesem zuvor erklärt, dass er sich etwas um Lonnie kümmern soll. Rick ist jedoch auch so von der hübschen, zurückhaltenden Lonnie fasziniert. Die beiden verlieben sich ineinander und treffen sich häufiger. Das ist den Eltern der beiden nicht recht, da sie andere Pläne für ihre Kinder haben. Ricks Vater möchte, dass Rick in seine Fußstapfen tritt und Arzt wird, obwohl dieser eigentlich ganz andere Interessen hat. Auch Lonnies Eltern legen wenig Wert auf Lonnies eigene Wünsche. Schließlich kommt es dazu, dass die Eltern versuchen Lonnie und Rick gewaltsam zu trennen, indem sie Lonnie auf ein Internat schicken. Rick und Lonnie glauben jedoch, nicht ohne einander leben zu können und bringen sich gemeinsam um. Beide Familien drohen an der Trauer und den Schuldgefühlen zu zerbrechen. Während die Ehe von Lonnies Eltern nun stark kriselt, bringen Ricks Eltern kaum die Kraft auf, um sich um dessen jüngere Geschwister zu kümmern. Es folgt eine lange Phase der Bewältigung, bis die Familien wieder ein wenig Fröhlichkeit verspüren können.

## Hintergrund
Das ABC-Familiendrama …und fanden keinen Ausweg mehr wurde in Oklahoma City und Umgebung gedreht. Das Drehbuch für den Film schrieb Joyce Eliason und die Regie führte Waris Hussein.
Anhand des Filmes wurde auch in den Medien Aufklärungsarbeit über Selbstmorde von Teenagern geleistet. So widmete sich beispielsweise das People Magazine dem Film. Am 18. Februar 1985 erschien Surviving auf dem Cover des Magazins. Anhand des Filmes wurden Gründe und Warnzeichen für Selbstmorde von Kindern und Teenagern erörtert. Außerdem wurden die Folgen des Selbstmordes für die Umgebung mit Hilfe des Filmes erklärt.
In den Vereinigten Staaten und Großbritannien ist … und fanden keinen Ausweg mehr unter den Titeln Tragedy und Surviving auf VHS erschienen. 1987 erschien in den Vereinigten Staaten ein Buch zu dem Film. Das Buch trug den Namen Surviving und wurde von Elizabeth Faucher geschrieben. In Deutschland lief der Film am 13. April 1990 in Erstausstrahlung auf Sat.1.

## Rezeption

### Kritiken
John Corry (The New York Times) erklärte, dass die Darsteller des Filmes, insbesondere Ellen Burstyn, Molly Ringwald und Marsha Mason, sehr überzeugend seien. Außerdem würde der Film zeigen, dass das Leben zwar schmerzhaft sein könne, aber immer wieder weitergehe.
Auch Howard Rosenberg (The Los Angeles Times) hob insbesondere die ausgezeichnete Performance der Darsteller hervor. Er empfand viele Teile der Geschichte als sehr ergreifend und rührend. Allerdings erklärte er auch, dass der Film stellenweise etwas zu lang geraten sei.
Das Lexikon des internationalen Films beschrieb den Film als ein „gutgemeintes, aber melodramatisch arg aufgedonnertes (Fernseh-)Drama“.

### Auszeichnungen und Nominierungen

#### Auszeichnungen
Young Artist Award
- 1986: Best Young Actor Starring in a Television Special or Mini-Series (River Phoenix)

#### Nominierungen
Young Artist Award:
- 1986: Best Family Television Special
- 1986: Exceptional Performance by a Young Actress in a Television Special or Mini-Series (Heather O’Rourke)

Humanitas Prize:
- 1984: 90 Minute Category (Joyce Eliason)

Artios Award:
- 2012: Best Casting for TV Movie of the Week (Marsha Kleinman, Kathleen Letterie)[11]